# Maenza
Maenza is een gemeente in de Italiaanse provincie Latina (regio Latium) en telt 3055 inwoners (31-12-2004). De oppervlakte bedraagt 42,6 km², de bevolkingsdichtheid is 72 inwoners per km².

## Demografie
Maenza telt ongeveer 1248 huishoudens. Het aantal inwoners daalde in de periode 1991-2001 met 1,0% volgens cijfers uit de tienjaarlijkse volkstellingen van ISTAT.
| Jaar | Inwoneraantal |
| ---- | ------------- |
| 1991 | 3048          |
| 2001 | 3017          |

## Geografie
De gemeente ligt op ongeveer 358 m boven zeeniveau.
Maenza grenst aan de volgende gemeenten: Carpineto Romano (RM), Giuliano di Roma (FR), Priverno, Prossedi, Roccagorga, Supino (FR).
Aprilia · Bassiano · Campodimele · Castelforte · Cisterna di Latina · Cori · Fondi · Formia · Gaeta · Itri · Latina · Lenola · Maenza · Minturno · Monte San Biagio · Norma · Pontinia · Ponza · Priverno · Prossedi · Rocca Massima · Roccagorga · Roccasecca dei Volsci · Sabaudia · San Felice Circeo · Santi Cosma e Damiano · Sermoneta · Sezze · Sonnino · Sperlonga · Spigno Saturnia · Terracina · Ventotene
1. ↑  https://demo.istat.it/?l=it.